# Danh sách diễn viên trong phim Harry Potter

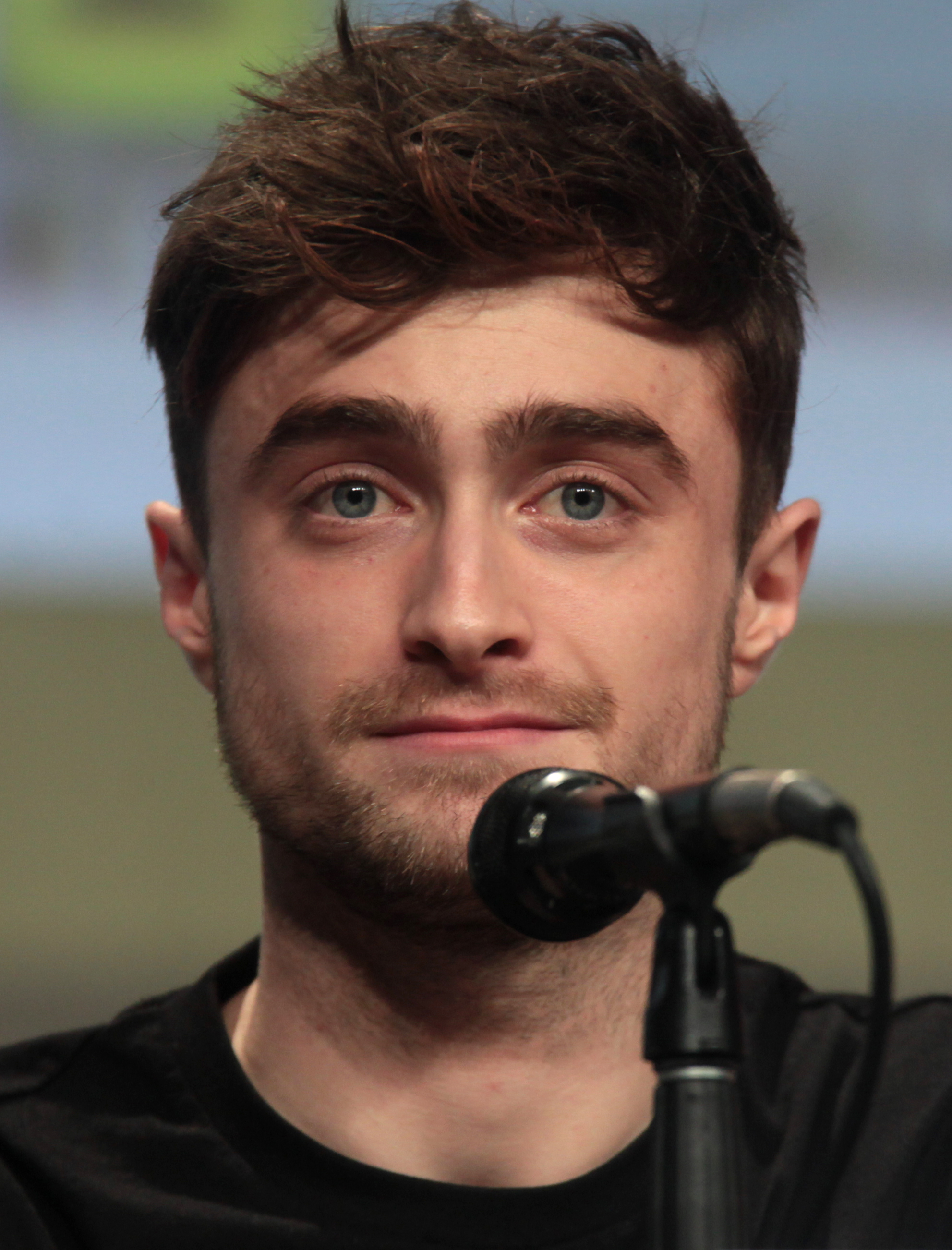
Daniel Radcliffe, người thủ vai nhân vật chính của loạt phim đã trở thành biểu tượng của loạt phim kể từ phần đầu tiên ra mắt năm 2001.

Đây là danh sách dàn diễn viên Harry Potter đã thể hiện hoặc lồng tiếng cho các nhân vật xuất hiện trong bộ phim. Danh sách dưới đây được sắp xếp theo phim và họ của nhân vật, vì một số nhân vật đã được thể hiện bởi nhiều diễn viên.

## Tổng quan
Một vài diễn viên nổi tiếng của Anh từng tham gia lồng tiếng hoặc trực tiếp đóng các nhân vật trong loạt phim Harry Potter chuyển thể từ tiểu thuyết của nhà văn J. K. Rowling. Daniel Radcliffe, Rupert Grint và Emma Watson đã lần lượt đóng các nhân vật Harry Potter, Ron Weasley và Hermione Granger trong suốt cả loạt phim. Khi ba người bắt đầu diễn xuất trong phim thì chỉ có mình Radcliffe từng đóng trong một bộ phim. Ngoài ba diễn viên chính còn có dàn diễn viên phụ trong phim như Helena Bonham Carter, Jim Broadbent, John Cleese, Robbie Coltrane, Warwick Davis, Ralph Fiennes, Michael Gambon, Brendan Gleeson, Richard Griffiths, Richard Harris, John Hurt, Jason Isaacs, Miriam Margolyes, Helen McCrory, Gary Oldman, Alan Rickman, Fiona Shaw, Maggie Smith, Timothy Spall, Imelda Staunton, David Thewlis, Emma Thompson, Julie Walters, Evanna Lynch và một số diễn viên khác. Trong số trên có mười ba diễn viên đóng các vai của mình ở tất cả tám phần của loạt phim.
Tuy nhiên có một số diễn viên người Anh nổi tiếng lại không xuất hiện trong loạt phim mà công chúng đã hỏi đùa họ rằng vì sao họ không được tham gia. Khi David Yates đạo diễn phần thứ năm trong loạt phim, Bill Nighy (người biết rõ cá nhân Yates) nói rằng ông từng hi vọng đạo diễn này sẽ gọi mời ông tham gia một vai diễn trong Harry Potter. "Nhưng chẳng ai gọi đến tôi cả", Nighy nói thêm. Tuy vậy, năm 2009, Yates đã mời Nighy đóng vai Bộ trưởng Bộ pháp thuật Rufus Scrimgeour trong phần thứ bảy. Và Nighy xúc động nói: "Tôi không còn là diễn viên người Anh duy nhất chưa có mặt trong loạt phim Harry Potter nữa và quả thật tôi rất vui lòng". Jude Law từng có lần châm biếm "Chẳng ai hỏi mời tôi cả. Tôi đã hơi già so với nhân vật Harry.". Khi một phóng viên so sánh nỗi ám ảnh của giáo sư Độc dược Horace Slughorn với những cái tên nổi tiếng đang liên hệ tới loạt phim bao gồm cả "những diễn viên người Anh tên tuổi" vào năm 2009, Jim Broadbent (người thủ vai Slughorn) thừa nhận, "Vâng, không phải tất cả các diễn viên đều nhận được lời mời tham dự bộ phim. Tôi biết một vài người vẫn còn đang chờ đợi lời mời đó".
J. K. Rowling đã có một bài phát biểu trong buổi lễ giới thiệu toàn cầu của phần cuối loạt phim Harry Potter và Bảo bối Tử thần - Phần 2 vào ngày 7 tháng 7 năm 2011 tại Luân Đôn, Anh. Rowling ca ngợi loạt phim 'có dàn diễn viên xuất chúng và tuyên bố rằng có bảy diễn viên trẻ tuổi trong loạt phim Harry Potter mà cô gọi là "The Big Seven"; họ là Daniel Radcliffe, Rupert Grint, Emma Watson, Tom Felton, Matthew Lewis, Evanna Lynch và Bonnie Wright.

## Diễn viên
Danh sách dưới đây được sắp xếp theo phim và nhân vật, kể từ lúc một số nhân vật được nhiều diễn viên thủ vai.
Chú thích
- (v, viết tắt của voice: tiếng) hiển thị các diễn viên nam (nữ) chỉ tham gia lồng tiếng cho nhân vật.
- (y, viết tắt của young: trẻ) hiển thị các diễn viên nam (nữ) thể hiện những cảnh trong quá khứ hoặc khi nhân vật còn trẻ.
- (f, viết tắt của footage: cảnh) hiển thị các diễn viên nam (nữ) chỉ xuất hiện lại trong những cảnh ở phần trước.
- Ô màu xám (chẳng hạn như ô ở trong hàng "Charity Burbage" nằm ở cột "Hòn đá Phù thủy") hiển thị nhân vật không xuất hiện trong phim.

| Nhân vật                                                                                          | Hòn đá Phù thủy (2001)                              | Phòng chứa Bí mật (2002)            | Tù nhân ngục Azkaban (2004) | Chiếc cốc lửa (2005) | Hội Phượng Hoàng (2007)                       | Hoàng tử lai (2009)                                                 | Bảo bối Tử thần – Phần 1 (2010)        | Bảo bối Tử thần – Phần 2 (2011)                         |
| Nhân vật chính                                                                                    | Nhân vật chính                                      | Nhân vật chính                      | Nhân vật chính              | Nhân vật chính       | Nhân vật chính                                | Nhân vật chính                                                      | Nhân vật chính                         | Nhân vật chính                                          |
| ------------------------------------------------------------------------------------------------- | --------------------------------------------------- | ----------------------------------- | --------------------------- | -------------------- | --------------------------------------------- | ------------------------------------------------------------------- | -------------------------------------- | ------------------------------------------------------- |
| Harry Potter                                                                                      | Daniel Radcliffe Anh em sinh ba nhà Saunders (y)[A] | Daniel Radcliffe                    | Daniel Radcliffe            | Daniel Radcliffe     | Daniel Radcliffe                              | Daniel Radcliffe                                                    | Daniel Radcliffe                       | Daniel Radcliffe Toby Papworth (y)                      |
| Ron Weasley                                                                                       | Rupert Grint                                        | Rupert Grint                        | Rupert Grint                | Rupert Grint         | Rupert Grint                                  | Rupert Grint                                                        | Rupert Grint                           | Rupert Grint                                            |
| Hermione Granger                                                                                  | Emma Watson                                         | Emma Watson                         | Emma Watson                 | Emma Watson          | Emma Watson                                   | Emma Watson                                                         | Emma Watson                            | Emma Watson                                             |
| Giáo viên và cư dân ở trường Hogwarts                                                             |                                                     |                                     |                             |                      |                                               |                                                                     |                                        |                                                         |
| Charity Burbage                                                                                   |                                                     |                                     |                             |                      |                                               |                                                                     | Carolyn Pickles                        |                                                         |
| Armando Dippet                                                                                    |                                                     | Alfred Burke (y)                    |                             |                      |                                               |                                                                     |                                        |                                                         |
| Albus Dumbledore[B]                                                                               | Richard Harris                                      | Richard Harris                      | Michael Gambon              | Michael Gambon       | Michael Gambon                                | Michael Gambon                                                      | Michael Gambon Toby Regbo (y)          | Michael Gambon                                          |
| Argus Filch                                                                                       | David Bradley                                       | David Bradley                       | David Bradley               | David Bradley        | David Bradley                                 | David Bradley                                                       |                                        | David Bradley                                           |
| Filius Flitwick[C]                                                                                | Warwick Davis                                       | Warwick Davis                       |                             | Warwick Davis        | Warwick Davis                                 | Warwick Davis                                                       |                                        | Warwick Davis                                           |
| Wilhelmina Grubbly-Plank                                                                          |                                                     |                                     |                             |                      | Apple Brook                                   |                                                                     |                                        |                                                         |
| Rubeus Hagrid                                                                                     | Robbie Coltrane                                     | Robbie Coltrane Martin Bayfield (y) | Robbie Coltrane             | Robbie Coltrane      | Robbie Coltrane                               | Robbie Coltrane                                                     | Robbie Coltrane                        | Robbie Coltrane                                         |
| Rolanda Hooch                                                                                     | Zoë Wanamaker                                       |                                     |                             |                      |                                               |                                                                     |                                        |                                                         |
| Gilderoy Lockhart                                                                                 |                                                     | Kenneth Branagh                     |                             |                      |                                               |                                                                     |                                        |                                                         |
| Minerva McGonagall                                                                                | Maggie Smith                                        | Maggie Smith                        | Maggie Smith                | Maggie Smith         | Maggie Smith                                  | Maggie Smith                                                        |                                        |                                                         |
| Irma Pince                                                                                        |                                                     | Sally Mortemore                     |                             |                      |                                               |                                                                     |                                        |                                                         |
| Poppy Pomfrey                                                                                     |                                                     | Gemma Jones                         |                             |                      |                                               | Gemma Jones                                                         |                                        | Gemma Jones                                             |
| Quirinus Quirrell                                                                                 | Ian Hart                                            |                                     |                             |                      |                                               |                                                                     |                                        |                                                         |
| Horace Slughorn                                                                                   |                                                     |                                     |                             |                      |                                               | Jim Broadbent                                                       |                                        | Jim Broadbent                                           |
| Severus Snape                                                                                     | Alan Rickman                                        | Alan Rickman                        | Alan Rickman                | Alan Rickman         | Alan Rickman Alec Hopkins (y)                 | Alan Rickman                                                        | Alan Rickman                           | Alan Rickman Benedict Clarke (y)                        |
| Pomona Sprout                                                                                     |                                                     | Miriam Margolyes                    |                             |                      |                                               |                                                                     |                                        | Miriam Margolyes                                        |
| Sybill Trelawney                                                                                  |                                                     |                                     | Emma Thompson               |                      | Emma Thompson                                 |                                                                     |                                        | Emma Thompson                                           |
| Học sinh của trường Hogwarts                                                                      |                                                     |                                     |                             |                      |                                               |                                                                     |                                        |                                                         |
| Hannah Abbott                                                                                     |                                                     | Charlotte Skeoch                    |                             | Charlotte Skeoch     |                                               |                                                                     |                                        |                                                         |
| Marcus Belby                                                                                      |                                                     |                                     |                             |                      |                                               | Robert Knox[D]                                                      |                                        |                                                         |
| Katie Bell                                                                                        | Emily Dale                                          | Emily Dale                          |                             |                      |                                               | Georgina Leonidas                                                   | Georgina Leonidas                      | Georgina Leonidas                                       |
| Miles Bletchley                                                                                   |                                                     | David Churchyard                    |                             |                      |                                               |                                                                     |                                        |                                                         |
| Susan Bones                                                                                       | Eleanor Columbus                                    | Eleanor Columbus                    |                             |                      |                                               |                                                                     |                                        |                                                         |
| Lavender Brown                                                                                    |                                                     |                                     | Jennifer Smith              |                      |                                               | Jessie Cave                                                         | Jessie Cave                            | Jessie Cave                                             |
| Millicent Bulstrode                                                                               |                                                     | Helen Stuart                        |                             |                      |                                               |                                                                     |                                        |                                                         |
| Cho Chang                                                                                         |                                                     |                                     |                             | Katie Leung          | Katie Leung                                   |                                                                     |                                        | Katie Leung                                             |
| Penelope Clearwater                                                                               |                                                     | Gemma Padley                        |                             |                      |                                               |                                                                     |                                        |                                                         |
| Vincent Crabbe[E]                                                                                 | Jamie Waylett                                       | Jamie Waylett                       | Jamie Waylett               | Jamie Waylett        | Jamie Waylett                                 | Jamie Waylett                                                       |                                        |                                                         |
| Colin Creevey                                                                                     |                                                     | Hugh Mitchell                       |                             |                      |                                               |                                                                     |                                        |                                                         |
| Roger Davies                                                                                      |                                                     |                                     |                             | Henry Lloyd-Hughes   |                                               |                                                                     |                                        |                                                         |
| Cedric Diggory                                                                                    |                                                     |                                     |                             | Robert Pattinson     | Robert Pattinson (f)                          |                                                                     |                                        |                                                         |
| Justin Finch-Fletchley                                                                            |                                                     | Edward Randell                      |                             |                      |                                               |                                                                     |                                        |                                                         |
| Marcus Flint                                                                                      | Jamie Yeates                                        | Jamie Yeates                        |                             |                      |                                               |                                                                     |                                        |                                                         |
| Seamus Finnigan                                                                                   | Devon Murray                                        | Devon Murray                        | Devon Murray                | Devon Murray         | Devon Murray                                  | Devon Murray                                                        | Devon Murray                           | Devon Murray                                            |
| Gregory Goyle                                                                                     | Joshua Herdman                                      | Joshua Herdman                      | Joshua Herdman              | Joshua Herdman       | Joshua Herdman                                | Joshua Herdman                                                      | Joshua Herdman                         | Joshua Herdman                                          |
| Terence Higgs                                                                                     | Will Theakston                                      |                                     |                             |                      |                                               |                                                                     |                                        |                                                         |
| Angelina Johnson                                                                                  | Danielle Tabor                                      | Danielle Tabor                      | Danielle Tabor              | Tiana Benjamin       |                                               |                                                                     |                                        |                                                         |
| Leanne                                                                                            |                                                     |                                     |                             |                      |                                               | Isabella Laughland                                                  | Isabella Laughland                     | Isabella Laughland                                      |
| Lee Jordan                                                                                        | Luke Youngblood                                     | Luke Youngblood                     |                             |                      |                                               |                                                                     |                                        |                                                         |
| Neville Longbottom                                                                                | Matthew Lewis                                       | Matthew Lewis                       | Matthew Lewis               | Matthew Lewis        | Matthew Lewis                                 | Matthew Lewis                                                       | Matthew Lewis                          | Matthew Lewis                                           |
| Luna Lovegood                                                                                     |                                                     |                                     |                             |                      | Evanna Lynch                                  | Evanna Lynch                                                        | Evanna Lynch                           | Evanna Lynch                                            |
| Ernie Macmillan                                                                                   |                                                     | Louis Doyle                         |                             | Louis Doyle          |                                               |                                                                     |                                        | Jamie Marks                                             |
| Draco Malfoy                                                                                      | Tom Felton                                          | Tom Felton                          | Tom Felton                  | Tom Felton           | Tom Felton                                    | Tom Felton                                                          | Tom Felton                             | Tom Felton                                              |
| Cormac McLaggen                                                                                   |                                                     |                                     |                             |                      |                                               | Freddie Stroma                                                      | Freddie Stroma                         | Freddie Stroma                                          |
| Pansy Parkinson                                                                                   |                                                     |                                     | Genevieve Gaunt             |                      |                                               | Scarlett Byrne                                                      | Scarlett Byrne                         | Scarlett Byrne                                          |
| Padma Patil                                                                                       |                                                     |                                     | Sharon Sandhu               | Afshan Azad          | Afshan Azad                                   | Afshan Azad                                                         | Afshan Azad                            | Afshan Azad                                             |
| Parvati Patil                                                                                     |                                                     |                                     | Sitara Shah                 | Shefali Chowdhury    | Shefali Chowdhury                             | Shefali Chowdhury                                                   |                                        |                                                         |
| Adrian Pucey                                                                                      | Scot Fearn                                          | Scot Fearn                          |                             |                      |                                               |                                                                     |                                        |                                                         |
| Zacharias Smith                                                                                   |                                                     |                                     |                             |                      | Nick Shirm                                    |                                                                     |                                        |                                                         |
| Alicia Spinnet                                                                                    | Leilah Sutherland                                   | Rochelle Douglas                    |                             |                      |                                               |                                                                     |                                        |                                                         |
| Dean Thomas                                                                                       | Alfred Enoch                                        | Alfred Enoch                        | Alfred Enoch                | Alfred Enoch         | Alfred Enoch                                  | Alfred Enoch                                                        |                                        | Alfred Enoch                                            |
| Romilda Vane                                                                                      |                                                     |                                     |                             |                      |                                               | Anna Shaffer                                                        | Anna Shaffer                           | Anna Shaffer                                            |
| Fred Weasley                                                                                      | James Phelps                                        | James Phelps                        | James Phelps                | James Phelps         | James Phelps                                  | James Phelps                                                        | James Phelps                           | James Phelps                                            |
| George Weasley                                                                                    | Oliver Phelps                                       | Oliver Phelps                       | Oliver Phelps               | Oliver Phelps        | Oliver Phelps                                 | Oliver Phelps                                                       | Oliver Phelps                          | Oliver Phelps                                           |
| Ginny Weasley                                                                                     | Bonnie Wright                                       | Bonnie Wright                       | Bonnie Wright               | Bonnie Wright        | Bonnie Wright                                 | Bonnie Wright                                                       | Bonnie Wright                          | Bonnie Wright                                           |
| Nigel Wolpert                                                                                     |                                                     |                                     |                             | William Melling      | William Melling                               | William Melling                                                     | William Melling                        | William Melling                                         |
| Oliver Wood                                                                                       | Sean Biggerstaff                                    | Sean Biggerstaff                    |                             |                      |                                               |                                                                     |                                        | Sean Biggerstaff                                        |
| Blaise Zabini                                                                                     |                                                     |                                     |                             |                      |                                               | Louis Cordice                                                       | Louis Cordice                          | Louis Cordice                                           |
| Các thành viên của Hội Phượng Hoàng                                                               |                                                     |                                     |                             |                      |                                               |                                                                     |                                        |                                                         |
| Sirius Black                                                                                      |                                                     |                                     | Gary Oldman                 | Gary Oldman          | Gary Oldman James Walters (y)                 |                                                                     |                                        | Gary Oldman Rohan Gotobed (y)                           |
| Dedalus Diggle                                                                                    | David Brett                                         |                                     |                             |                      |                                               |                                                                     |                                        |                                                         |
| Elphias Doge                                                                                      |                                                     |                                     |                             |                      | Peter Cartwright                              |                                                                     | David Ryall                            |                                                         |
| Aberforth Dumbledore                                                                              |                                                     |                                     |                             |                      | Jim McManus                                   |                                                                     |                                        | Ciarán Hinds                                            |
| Arabella Figg                                                                                     |                                                     |                                     |                             |                      | Kathryn Hunter                                |                                                                     |                                        |                                                         |
| Mundungus Fletcher                                                                                |                                                     |                                     |                             |                      |                                               |                                                                     | Andy Linden                            |                                                         |
| Alice Longbottom                                                                                  |                                                     |                                     |                             |                      | Lisa Wood                                     |                                                                     |                                        |                                                         |
| Frank Longbottom                                                                                  |                                                     |                                     |                             |                      | James Payton                                  |                                                                     |                                        |                                                         |
| Remus Lupin                                                                                       |                                                     |                                     | David Thewlis               |                      | David Thewlis James Utechin (y)               | David Thewlis                                                       | David Thewlis                          | David Thewlis                                           |
| Alastor Moody                                                                                     |                                                     |                                     |                             | Brendan Gleeson      | Brendan Gleeson                               |                                                                     | Brendan Gleeson                        |                                                         |
| James Potter                                                                                      | Adrian Rawlins                                      | Adrian Rawlins (f)                  | Adrian Rawlins              | Adrian Rawlins       | Adrian Rawlins (f) Robbie Jarvis (y)          |                                                                     | Adrian Rawlins                         | Adrian Rawlins Alfie McIlwain (y)                       |
| Lily Potter                                                                                       | Geraldine Somerville                                | Geraldine Somerville (f)            | Geraldine Somerville        | Geraldine Somerville | Geraldine Somerville (f) Susie Shinner (y)[F] | Geraldine Somerville                                                | Geraldine Somerville                   | Geraldine Somerville Ellie Darcey-Alden (y)             |
| Kingsley Shacklebolt                                                                              |                                                     |                                     |                             |                      | George Harris                                 |                                                                     | George Harris                          | George Harris                                           |
| Nymphadora Tonks                                                                                  |                                                     |                                     |                             |                      | Natalia Tena                                  | Natalia Tena                                                        | Natalia Tena                           | Natalia Tena                                            |
| Emmeline Vance                                                                                    |                                                     |                                     |                             |                      | Brigitte Millar                               |                                                                     |                                        |                                                         |
| Arthur Weasley                                                                                    |                                                     | Mark Williams                       | Mark Williams               | Mark Williams        | Mark Williams                                 | Mark Williams                                                       | Mark Williams                          | Mark Williams                                           |
| Bill Weasley                                                                                      |                                                     |                                     | Richard Fish                |                      |                                               |                                                                     | Domhnall Gleeson                       | Domhnall Gleeson                                        |
| Charlie Weasley                                                                                   |                                                     |                                     | Alex Crockford              |                      |                                               |                                                                     |                                        |                                                         |
| Molly Weasley                                                                                     | Julie Walters                                       | Julie Walters                       | Julie Walters               |                      | Julie Walters                                 | Julie Walters                                                       | Julie Walters                          | Julie Walters                                           |
| Chúa tể Voldemort và các Tử thần Thực tử                                                          |                                                     |                                     |                             |                      |                                               |                                                                     |                                        |                                                         |
| Chúa tể Voldemort                                                                                 | Richard Bremmer (y) Ian Hart (v)                    | Christian Coulson (y)               |                             | Ralph Fiennes        | Ralph Fiennes                                 | Hero Fiennes-Tiffin (y; 11) Frank Dillane (y; 15) Ralph Fiennes (f) | Ralph Fiennes                          | Ralph Fiennes Richard Bremmer (f) Christian Coulson (f) |
| Regulus Black                                                                                     |                                                     |                                     |                             |                      |                                               | Tom Moorcroft                                                       |                                        |                                                         |
| Alecto Carrow                                                                                     |                                                     |                                     |                             |                      |                                               | Suzie Toase                                                         | Suzie Toase                            | Suzie Toase                                             |
| Amycus Carrow                                                                                     |                                                     |                                     |                             |                      |                                               | Ralph Ineson                                                        | Ralph Ineson                           | Ralph Ineson                                            |
| Barty Crouch Jr                                                                                   |                                                     |                                     |                             | David Tennant        |                                               |                                                                     |                                        |                                                         |
| Antonin Dolohov                                                                                   |                                                     |                                     |                             |                      | Arben Bajraktaraj                             |                                                                     | Arben Bajraktaraj                      |                                                         |
| Fenrir Greyback                                                                                   |                                                     |                                     |                             |                      |                                               | Dave Legeno                                                         | Dave Legeno                            | Dave Legeno                                             |
| Bellatrix Lestrange                                                                               |                                                     |                                     |                             |                      | Helena Bonham Carter                          | Helena Bonham Carter                                                | Helena Bonham Carter                   | Helena Bonham Carter                                    |
| Walden Macnair                                                                                    |                                                     |                                     | Peter Best                  |                      | Peter Best                                    |                                                                     |                                        |                                                         |
| Lucius Malfoy                                                                                     |                                                     | Jason Isaacs                        |                             | Jason Isaacs         | Jason Isaacs                                  | Jason Isaacs (f) Tony Coburn (y)[G]                                 | Jason Isaacs                           | Jason Isaacs                                            |
| Narcissa Malfoy                                                                                   |                                                     |                                     |                             |                      |                                               | Helen McCrory                                                       | Helen McCrory                          | Helen McCrory                                           |
| Peter Pettigrew                                                                                   |                                                     |                                     | Timothy Spall               | Timothy Spall        | Timothy Spall (y) Charles Hughes (y)          | Timothy Spall                                                       | Timothy Spall                          | Timothy Spall (f)                                       |
| Thorfinn Rowle                                                                                    |                                                     |                                     |                             |                      |                                               | Rod Hunt                                                            | Rod Hunt                               | Rod Hunt                                                |
| Scabior                                                                                           |                                                     |                                     |                             |                      |                                               |                                                                     | Nick Moran                             | Nick Moran                                              |
| Travers                                                                                           |                                                     |                                     |                             |                      | Tav MacDougall                                |                                                                     |                                        |                                                         |
| Yaxley                                                                                            |                                                     |                                     |                             |                      |                                               |                                                                     | Peter Mullan                           |                                                         |
| Công chức trong Bộ Pháp thuật                                                                     |                                                     |                                     |                             |                      |                                               |                                                                     |                                        |                                                         |
| Amelia Bones                                                                                      |                                                     |                                     |                             |                      | Sian Thomas                                   | Sian Thomas (f)                                                     | Sian Thomas                            |                                                         |
| Mary Cattermole                                                                                   |                                                     |                                     |                             |                      |                                               |                                                                     | Kate Fleetwood                         |                                                         |
| Reg Cattermole                                                                                    |                                                     |                                     |                             |                      |                                               |                                                                     | Steffan Rhodri                         |                                                         |
| Barty Crouch Sr.                                                                                  |                                                     |                                     |                             | Roger Lloyd-Pack     |                                               |                                                                     |                                        |                                                         |
| John Dawlish                                                                                      |                                                     |                                     |                             |                      | Richard Leaf                                  |                                                                     |                                        |                                                         |
| Amos Diggory                                                                                      |                                                     |                                     |                             | Jeff Rawle           |                                               |                                                                     |                                        |                                                         |
| Cornelius Fudge                                                                                   |                                                     | Robert Hardy                        | Robert Hardy                | Robert Hardy         | Robert Hardy                                  |                                                                     |                                        |                                                         |
| Mafalda Hopkirk                                                                                   |                                                     |                                     |                             |                      | Jessica Hynes (v)                             |                                                                     | Sophie Thompson                        |                                                         |
| Albert Runcorn                                                                                    |                                                     |                                     |                             |                      |                                               |                                                                     | David O'Hara                           |                                                         |
| Rufus Scrimgeour                                                                                  |                                                     |                                     |                             |                      |                                               |                                                                     | Bill Nighy                             |                                                         |
| Pius Thicknesse                                                                                   |                                                     |                                     |                             |                      |                                               |                                                                     | Guy Henry                              | Guy Henry                                               |
| Dolores Umbridge                                                                                  |                                                     |                                     |                             |                      | Imelda Staunton                               |                                                                     | Imelda Staunton                        |                                                         |
| Percy Weasley                                                                                     | Chris Rankin                                        | Chris Rankin                        | Chris Rankin                |                      | Chris Rankin                                  |                                                                     |                                        | Chris Rankin                                            |
| Muggle (người thường)                                                                             |                                                     |                                     |                             |                      |                                               |                                                                     |                                        |                                                         |
| Frank Bryce                                                                                       |                                                     |                                     |                             | Eric Sykes           |                                               |                                                                     |                                        |                                                         |
| Bà Cole                                                                                           |                                                     |                                     |                             |                      |                                               | Amelda Brown                                                        |                                        |                                                         |
| Dudley Dursley                                                                                    | Harry Melling                                       | Harry Melling                       | Harry Melling               |                      | Harry Melling                                 |                                                                     | Harry Melling                          |                                                         |
| Marge Dursley                                                                                     |                                                     |                                     | Pam Ferris                  |                      |                                               |                                                                     |                                        |                                                         |
| Petunia Dursley                                                                                   | Fiona Shaw                                          | Fiona Shaw                          | Fiona Shaw                  |                      | Fiona Shaw                                    |                                                                     | Fiona Shaw                             | Ariella Paradise (y)                                    |
| Vernon Dursley                                                                                    | Richard Griffiths                                   | Richard Griffiths                   | Richard Griffiths           |                      | Richard Griffiths                             |                                                                     | Richard Griffiths                      |                                                         |
| Ông Granger                                                                                       |                                                     | Tom Knight                          |                             |                      |                                               |                                                                     | Ian Kelly                              |                                                         |
| Bà Granger                                                                                        |                                                     | Heather Bleasdale                   |                             |                      |                                               |                                                                     | Michelle Fairley                       |                                                         |
| Malcolm                                                                                           |                                                     |                                     |                             |                      | Richard Macklin                               |                                                                     |                                        |                                                         |
| Ông Mason                                                                                         |                                                     | Jim Norton                          |                             |                      |                                               |                                                                     |                                        |                                                         |
| Mrs. Mason                                                                                        |                                                     | Veronica Clifford                   |                             |                      |                                               |                                                                     |                                        |                                                         |
| Piers Polkiss                                                                                     |                                                     |                                     |                             |                      | Jason Boyd                                    |                                                                     |                                        |                                                         |
| Bảo vệ ở Nhà ga Ngã tư vua                                                                        | Harry Taylor                                        | Harry Taylor                        |                             |                      |                                               |                                                                     |                                        |                                                         |
| Phù thủy và pháp sư nước ngoài                                                                    |                                                     |                                     |                             |                      |                                               |                                                                     |                                        |                                                         |
| Fleur Delacour                                                                                    |                                                     |                                     |                             | Clémence Poésy       |                                               |                                                                     | Clémence Poésy                         | Clémence Poésy                                          |
| Gabrielle Delacour                                                                                |                                                     |                                     |                             | Angelica Mandy       |                                               |                                                                     | Angelica Mandy                         |                                                         |
| Gregorovitch                                                                                      |                                                     |                                     |                             |                      |                                               |                                                                     | Rade Šerbedžija                        |                                                         |
| Gellert Grindelwald                                                                               |                                                     |                                     |                             |                      |                                               |                                                                     | Michael Byrne Jamie Campbell Bower (y) |                                                         |
| Igor Karkaroff                                                                                    |                                                     |                                     |                             | Predrag Bjelac       |                                               |                                                                     |                                        |                                                         |
| Viktor Krum                                                                                       |                                                     |                                     |                             | Stanislav Ianevski   |                                               |                                                                     | Stanislav Ianevski[H]                  |                                                         |
| Olympe Maxime                                                                                     |                                                     |                                     |                             | Frances de la Tour   |                                               |                                                                     | Frances de la Tour                     |                                                         |
| Cư dân ở Hogwarts                                                                                 |                                                     |                                     |                             |                      |                                               |                                                                     |                                        |                                                         |
| Bloody Baron                                                                                      | Terence Bayler                                      |                                     |                             |                      |                                               |                                                                     |                                        |                                                         |
| Sir Cadogan                                                                                       |                                                     |                                     | Paul Whitehouse             |                      |                                               |                                                                     |                                        |                                                         |
| Everard                                                                                           |                                                     |                                     |                             |                      | Sam Beazley                                   |                                                                     |                                        |                                                         |
| Thầy tu béo                                                                                       | Simon Fisher-Becker                                 |                                     |                             |                      |                                               |                                                                     |                                        |                                                         |
| Bà Béo                                                                                            | Elizabeth Spriggs                                   |                                     | Dawn French                 |                      |                                               |                                                                     |                                        |                                                         |
| Bà Xám Helena Ravenclaw                                                                           | Nina Young                                          |                                     |                             |                      |                                               |                                                                     |                                        | Kelly Macdonald                                         |
| Myrtle Khóc nhè                                                                                   |                                                     | Shirley Henderson                   |                             | Shirley Henderson    |                                               |                                                                     |                                        |                                                         |
| Nick suýt mất đầu                                                                                 | John Cleese                                         | John Cleese                         |                             |                      |                                               |                                                                     |                                        |                                                         |
| Phineas Nigellus Black                                                                            |                                                     |                                     |                             |                      | John Atterbury                                |                                                                     |                                        |                                                         |
| Peeves[I]                                                                                         | Rik Mayall                                          |                                     |                             |                      |                                               |                                                                     |                                        |                                                         |
| Chiếc Nón Phân loại                                                                               | Leslie Phillips (v)                                 | Leslie Phillips (v)                 |                             |                      |                                               |                                                                     |                                        | Leslie Phillips (v)                                     |
| (Nhật báo tiên tri, Hẻm xéo, Làng Hogsmeade, Tàu tốc hành Hogwarts, Xe buýt hiệp sĩ và Khóa cảng) |                                                     |                                     |                             |                      |                                               |                                                                     |                                        |                                                         |
| Bathilda Bagshot                                                                                  |                                                     |                                     |                             |                      |                                               |                                                                     | Hazel Douglas                          |                                                         |
| Heathcote Barbary                                                                                 |                                                     |                                     |                             | Jason Buckle         |                                               |                                                                     |                                        |                                                         |
| Ông Borgin                                                                                        |                                                     | Edward Tudor-Pole                   |                             |                      |                                               |                                                                     |                                        |                                                         |
| Gideon Crumb                                                                                      |                                                     |                                     |                             | Steven Claydon       |                                               |                                                                     |                                        |                                                         |
| Barnabas Cuffe                                                                                    |                                                     |                                     |                             |                      |                                               | Roger C. Baily                                                      |                                        |                                                         |
| Ariana Dumbledore                                                                                 |                                                     |                                     |                             |                      |                                               |                                                                     |                                        | Hebe Beardsall                                          |
| Kirley Duke                                                                                       |                                                     |                                     |                             | Jonny Greenwood      |                                               |                                                                     |                                        |                                                         |
| Người đàn bà bán thực phẩm                                                                        | Jean Southern                                       |                                     |                             | Margery Mason        |                                               |                                                                     |                                        |                                                         |
| Auntie Muriel                                                                                     |                                                     |                                     |                             |                      |                                               |                                                                     | Matyelok Gibbs                         |                                                         |
| Xenophilius Lovegood                                                                              |                                                     |                                     |                             |                      |                                               |                                                                     | Rhys Ifans                             |                                                         |
| Narcissa Malfoy                                                                                   |                                                     |                                     |                             |                      |                                               | Helen McCrory                                                       | Helen McCrory                          | Helen McCrory                                           |
| Garrick Ollivander                                                                                | John Hurt                                           |                                     |                             |                      |                                               |                                                                     | John Hurt                              | John Hurt                                               |
| Ernie Prang                                                                                       |                                                     |                                     | Jimmy Gardner               |                      |                                               |                                                                     |                                        |                                                         |
| Bà Rosmerta                                                                                       |                                                     |                                     | Julie Christie              |                      |                                               |                                                                     |                                        |                                                         |
| Stan Shunpike                                                                                     |                                                     |                                     | Lee Ingleby                 |                      |                                               |                                                                     |                                        |                                                         |
| Rita Skeeter                                                                                      |                                                     |                                     |                             | Miranda Richardson   |                                               |                                                                     | Miranda Richardson                     |                                                         |
| Orsino Thruston                                                                                   |                                                     |                                     |                             | Phil Selway          |                                               |                                                                     |                                        |                                                         |
| Chủ quán Tom                                                                                      | Derek Deadman                                       |                                     | Jim Tavare                  |                      |                                               |                                                                     |                                        |                                                         |
| Donaghan Tremlett                                                                                 |                                                     |                                     |                             | Steve Mackey         |                                               |                                                                     |                                        |                                                         |
| Myron Wagtail                                                                                     |                                                     |                                     |                             | Jarvis Cocker        |                                               |                                                                     |                                        |                                                         |
| Eldred Worple                                                                                     |                                                     |                                     |                             |                      |                                               | Paul Ritter                                                         |                                        |                                                         |
| Những nhân vật khác không phải con người                                                          |                                                     |                                     |                             |                      |                                               |                                                                     |                                        |                                                         |
| Aragog                                                                                            |                                                     | Julian Glover (v)                   |                             |                      |                                               |                                                                     |                                        |                                                         |
| Bane                                                                                              |                                                     |                                     |                             |                      | Jason Piper                                   |                                                                     |                                        |                                                         |
| Bogrod                                                                                            |                                                     |                                     |                             |                      |                                               |                                                                     |                                        | Jon Key                                                 |
| Dobby                                                                                             |                                                     | Toby Jones (v)                      |                             |                      |                                               |                                                                     | Toby Jones (v)                         |                                                         |
| Firenze                                                                                           | Ray Fearon (v)                                      |                                     |                             |                      |                                               |                                                                     |                                        |                                                         |
| Grawp                                                                                             |                                                     |                                     |                             |                      | Tony Maudsley                                 |                                                                     |                                        |                                                         |
| Griphook                                                                                          | Verne Troyer Warwick Davis (v)                      |                                     |                             |                      |                                               |                                                                     | Warwick Davis                          | Warwick Davis                                           |
| Kreacher                                                                                          |                                                     |                                     |                             |                      | Timothy Bateson (v)                           |                                                                     | Simon McBurney (v)                     |                                                         |
| Magorian                                                                                          |                                                     |                                     |                             |                      | Michael Wildman                               |                                                                     |                                        |                                                         |
| Sanguini                                                                                          |                                                     |                                     |                             |                      |                                               | Charlie Bennison                                                    |                                        |                                                         |
| Đầu teo nhỏ                                                                                       |                                                     |                                     | Lenny Henry (v)             |                      |                                               |                                                                     |                                        |                                                         |
| Nhân vật ở cuối phim                                                                              |                                                     |                                     |                             |                      |                                               |                                                                     |                                        |                                                         |
| Hugo Granger-Weasley                                                                              |                                                     |                                     |                             |                      |                                               |                                                                     |                                        | Ryan Turner                                             |
| Rose Granger-Weasley                                                                              |                                                     |                                     |                             |                      |                                               |                                                                     |                                        | Helena Barlow                                           |
| Astoria Malfoy                                                                                    |                                                     |                                     |                             |                      |                                               |                                                                     |                                        | Jade Gordon                                             |
| Scorpius Malfoy                                                                                   |                                                     |                                     |                             |                      |                                               |                                                                     |                                        | Bertie Gilbert                                          |
| Albus Severus Potter                                                                              |                                                     |                                     |                             |                      |                                               |                                                                     |                                        | Arthur Bowen                                            |
| James Sirius Potter                                                                               |                                                     |                                     |                             |                      |                                               |                                                                     |                                        | Will Dunn                                               |
| Lily Luna Potter                                                                                  |                                                     |                                     |                             |                      |                                               |                                                                     |                                        | Daphne de Beistegui                                     |